# Central Nuclear Cooper

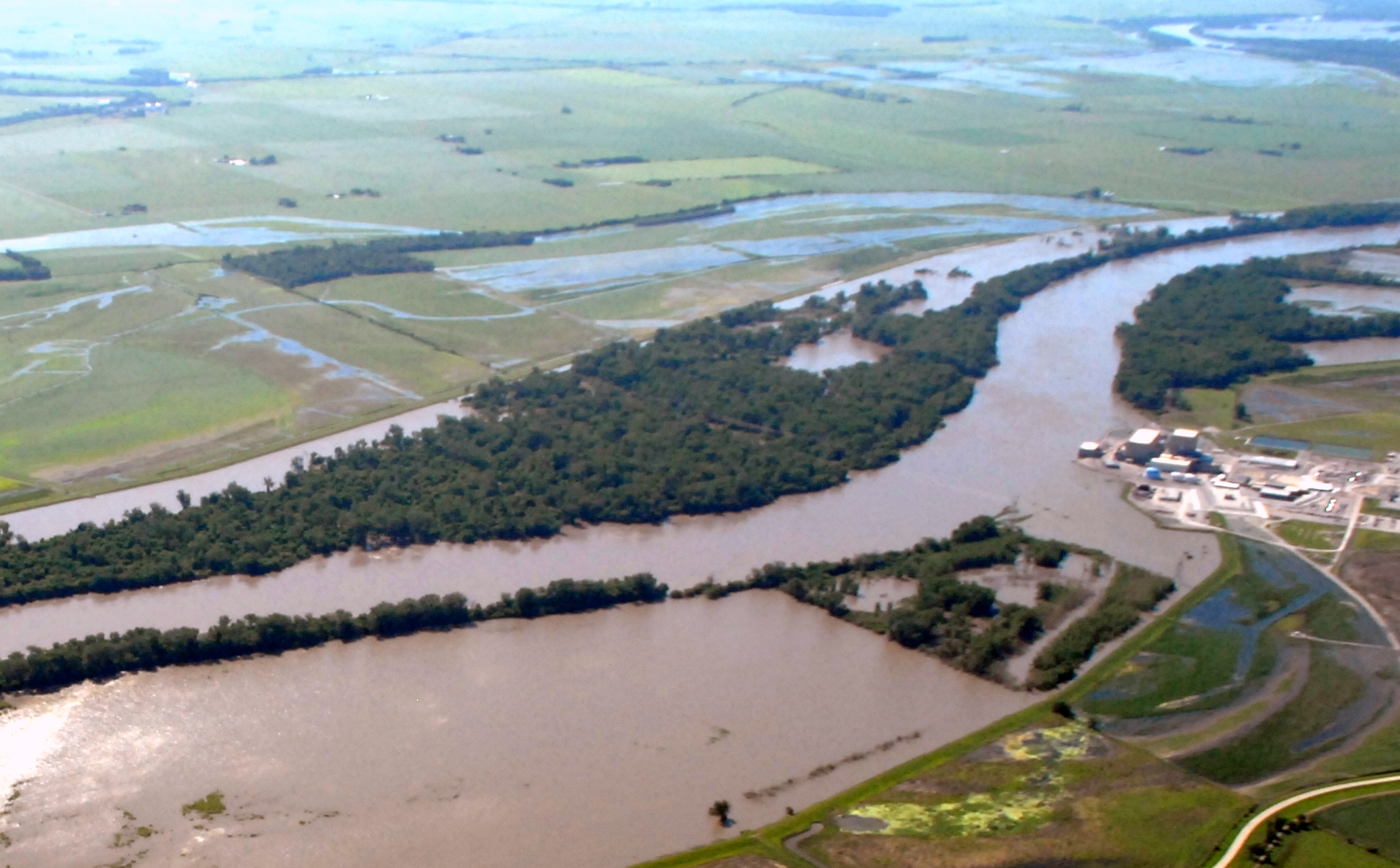
La Central Nuclear Cooper en el borde de las inundaciones del río Misuri el 15 de junio de 2011.

La Central Nuclear Cooper se compone de un único reactor de agua en ebullición (BWR) situado en un emplazamiento de 5,1 km² cerca de Brownville, Nebraska.  Es el mayor generador eléctrico de una sola unidad en Nebraska. 
La central entró en funcionamiento en julio de 1974 y genera aproximadamente 800 megavatios de electricidad. 
La Cooper Nuclear Station es propiedad y es gestionada por Nebraska Public Power District (NPPD).  Los servicios de asistencia son suministrados por Entergy Nuclear Nebraska hasta el 2014.
La denominación de la instalación procede de Guy Cooper, Jr. y Guy Cooper, Sr., de  Humboldt, Nebraska, en reconocimiento por su contribución a la energía pública en Nebraska.